# Ewald Joachim von Zitzewitz
Ewald Joachim von Zitzewitz, Ewald Joachim 233 von Zitzewitz (ur. 8 marca 1674 w Motarzynie, zm. 14 września 1749 tamże) – pruski wojskowy i dyplomata.
Syn Martina von Zitzewitz (1647-1726), starosty, i Christiane Jacobine zd. Massow. Studiował na Uniwersytecie we Frankfurcie nad Odrą (1696-1699). Następnie pełnił służbę wojskową, m.in. w piechocie armii saskiej w działaniach III wojny północnej, którą zakończył w stopniu pułkownika, oraz funkcję rezydenta Prus w Gdańsku (1720-1738). Pochowany w Budowie.